# Pietro Ripari

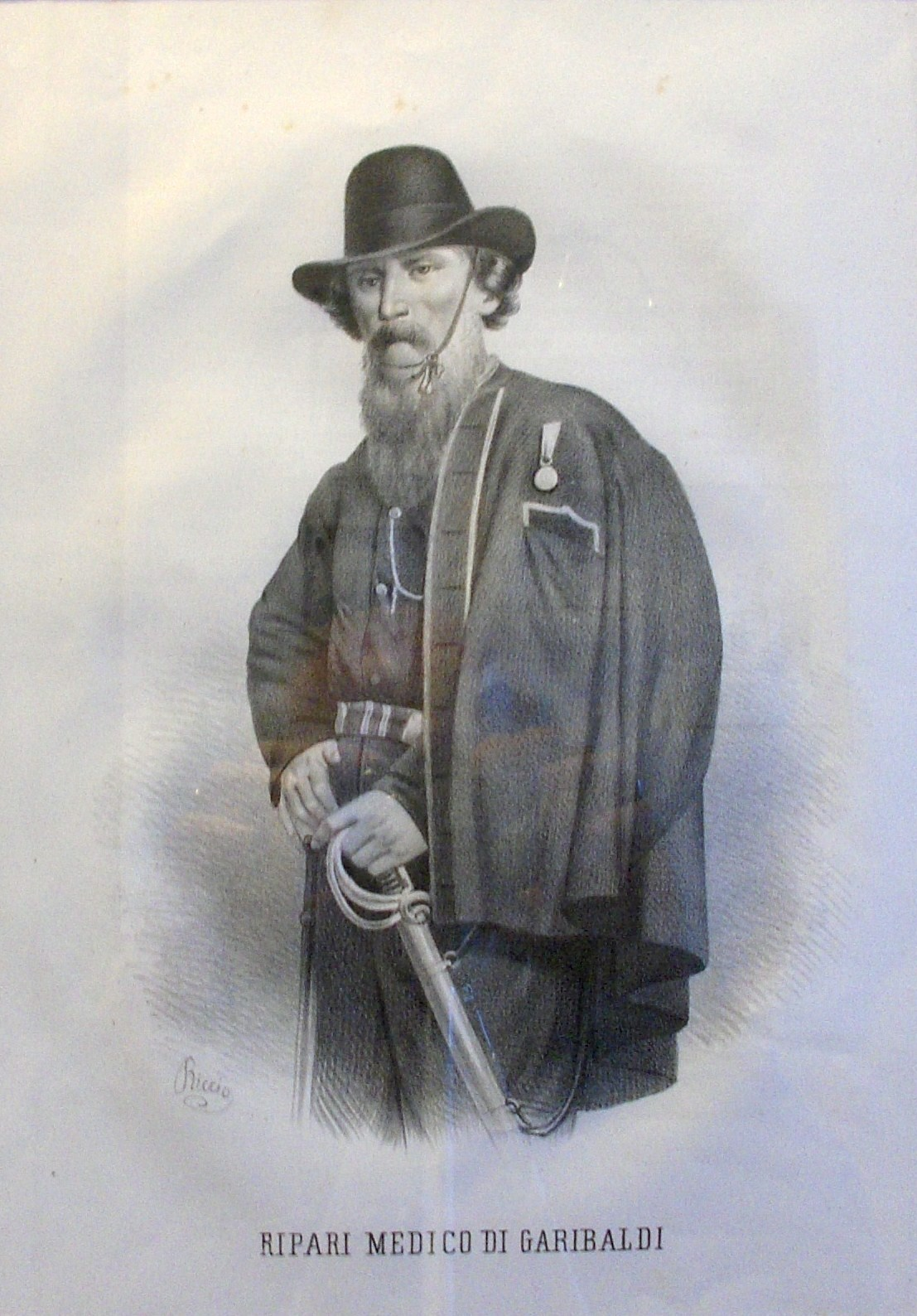
Pietro Ripari

Pietro Antonio Ripari (* 18. Juli 1802 in Solarolo Rainerio; † 15. März 1885 in Rom) war ein italienischer Arzt und Journalist. Vom 22. März 1867 bis 2. November 1870 saß der Freiheitskämpfer in der Abgeordnetenkammer des Königreichs Italien.

## Leben
Pietro, das zweite von fünf Kindern, wächst in einer wohlhabenden Familie kleiner Landbesitzer auf. Zunächst studiert er bei dem Anatomen Bartolomeo Panizza an der Universität Padua. Darauf wählt er an der Universität Pavia das Fach Klinische Chirurgie und schließt seine Studien 1827 mit einer Arbeit über den Einsatz von  Quecksilberchlorid bei der Behandlung der Syphilis ab.
Hierauf arbeitet Ripari zwanzig Jahre als Arzt. Während dieser Zeit macht er bereits Bekanntschaft mit den Ideen Mazzinis und denen der Carbonari. Während des Engagements für die Einheit Italiens gibt er 1847 seine Praxis auf. In Mailand lernt er Garibaldi kennen.
Während der kurzen Lebenszeit der Römischen Republik – Garibaldi kämpft im Frühjahr 1849 vergeblich gegen jenes Expeditionskorps unter General Oudinot, das der nach Gaeta geflohene Pius IX. ins Land gerufen hatte – steigt Ripari in drei Monaten zum Leibarzt Garibaldis auf. Als der geschlagene Garibaldi Anfang Juli 1849 Rom in Richtung Toskana verlässt, bleibt Ripara bei den italienischen Verwundeten in Rom, wird am 8. August von der päpstlichen Polizei eingekerkert und am 2. Mai 1851 von der Justiz des Kardinalstaatssekretärs Antonelli zu zwanzig Jahren Gefängnis verurteilt. Nicht vergebens bitten Freunde – wie Enrico Cernuschi – bei Napoleon III., dem Besieger der Römischen Republik, um Gnade für Ripari. Der Häftling, der in Gefangenenlagern bei Ancona und Paliano schmachtet, kommt am 14. Oktober 1856 frei und flieht über Paris nach London. Als Journalist in London prangert Ripari in Lettere al Cardinale Antonelli den Kardinal Antonelli an. Anfang 1850, nach dem Wiedereinzug des Papstes in Rom, hatte Antonelli die italienischen Republikaner gnadenlos polizeilich verfolgen lassen.
1860 nimmt Ripari an Garibaldis Zug der Tausend durch Sizilien teil und ist in der Schlacht von Calatafimi sowie dann auf dem Festland bei Neapel in der Schlacht am Volturno als Chirurg tätig.
Im Kampf um die Einheit Italiens unternimmt Garibaldi Ende August 1862 von seiner Insel Caprera aus einen weiteren Versuch, den Kirchenstaat zu beseitigen. Garibaldis Herr, König Viktor Emanuel II., lässt diesen Feldzug, der in Sizilien startet, im südlichen Kalabrien bei Aspromonte stoppen. Garibaldi wird am Fuß verletzt und nach La Spezia gebracht. Ripari begleitet den Verwundeten, operiert ihn aber nicht. In La Spezia entfernt Professor Ferdinand Zannetti aus Florenz die Kugel aus dem Fuß.
Zwar gewinnt Garibaldi am 21. Juli 1866 die Schlacht bei Bezzecca gegen die Österreicher, doch er verliert am 3. November 1867 bei Mentana wieder einmal gegen die Franzosen, als er die Römische Frage doch noch nach seinen Vorstellungen entscheiden möchte.  Ripari wird  für Pescarolo ins Parlament der Parlamentarischen Monarchie Italien gewählt.
Ripari überlebt Garibaldi um drei Jahre. Beide Freiheitshelden ruhen auf dem Campo Verano.

## Ehrungen
- Militärorden von Savoyen für seinen Einsatz in den Schlachten von Calatafimi und am Volturno.

## Drei Porträts von Pietro Ripari

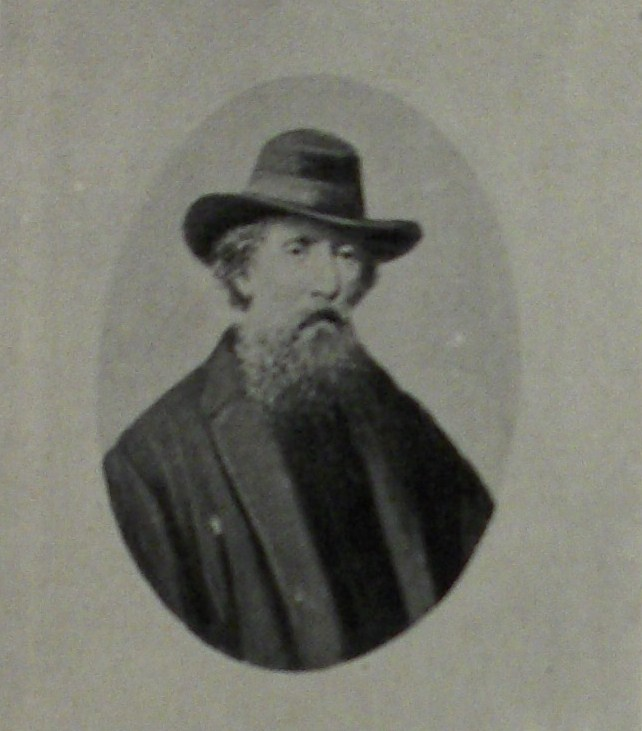
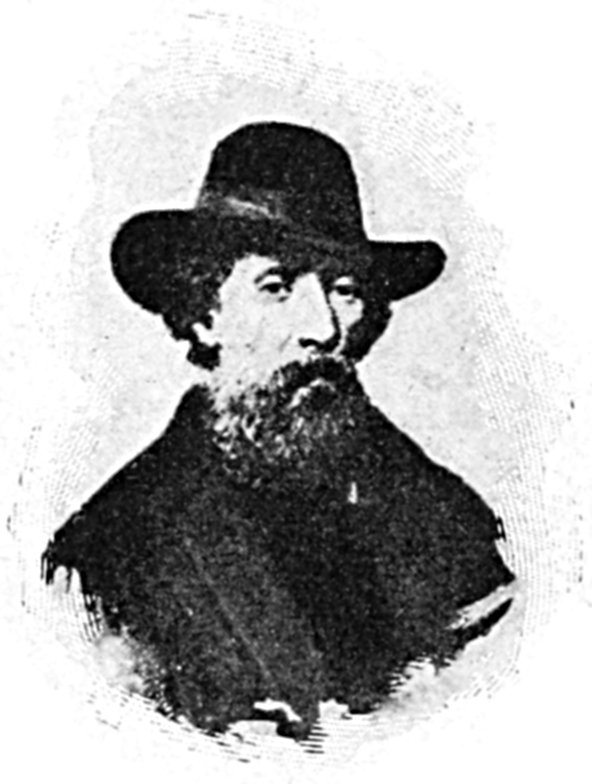
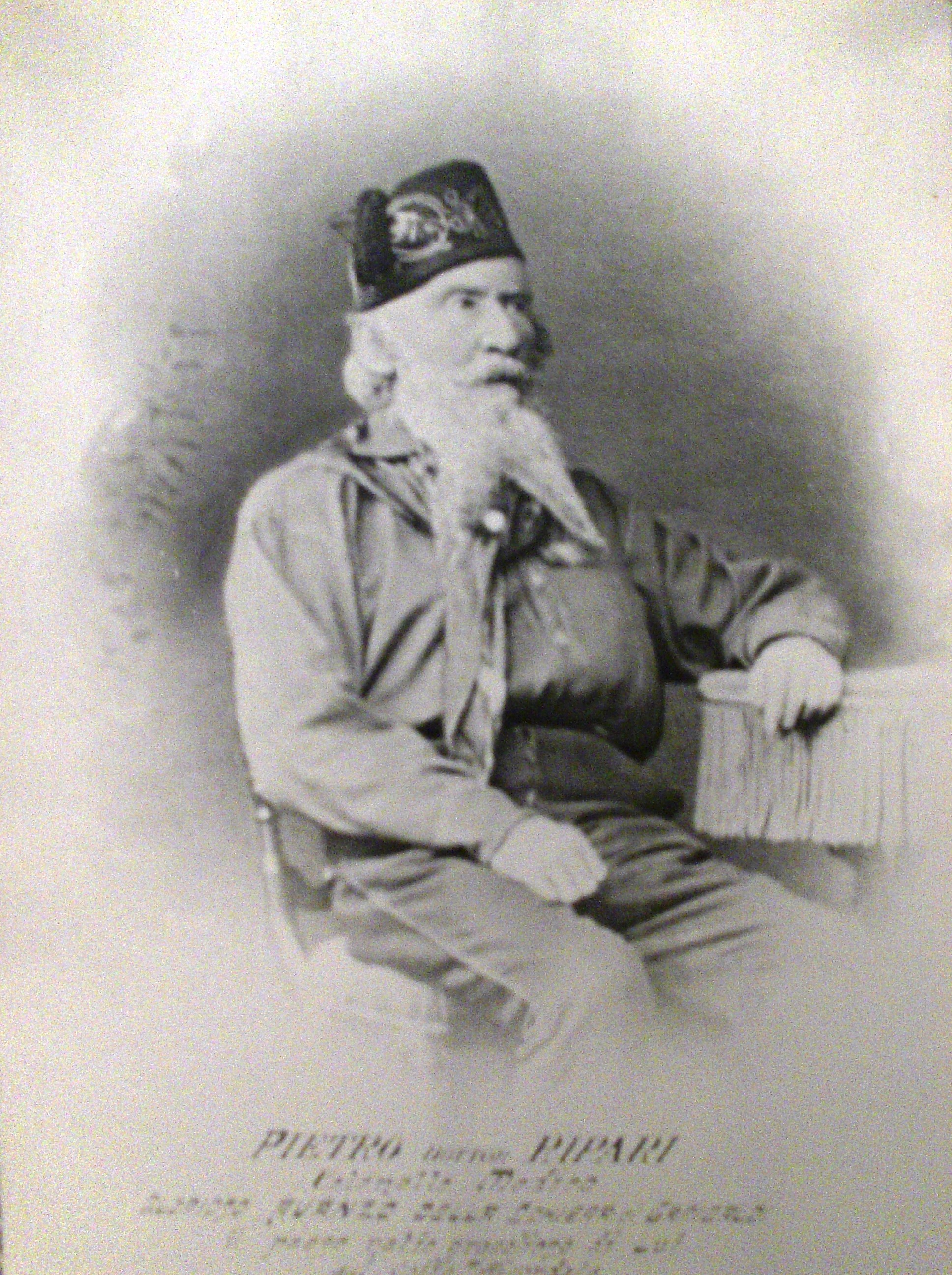

## Schriften
- Nuova Teoria Medica – Discorso sull'infiammazione,  1842
- Artikel in L'Italia del Popolo, Mailand, Mai bis August 1848
- Tradimenti e Colpe, Lugano, 1848
- Lettere al Cardinale Antonelli,  Tipografia Fratelli Borroni, Mailand 1860[7]
- Artikel in Corriere Cremonese, Cremona, Mai bis Oktober 1860
- Storia medica della grave ferita toccata in Aspromonte dal Generale Garibaldi, Tipografia Gaetano Bozza, Mailand 1863
- Una Pagina di Storia, Libero Pensiero, Florenz 1870